# Lietmajärvi
Lietmajärvi (en carélien : Lietma, en finnois : Lietmajärvi, en russe : Ле́дмозеро, Ledmozero) est une municipalité du Raïon de Mujejärvi en république de Carélie

## Géographie
Lietmajärvi est située sur les rives du lac Lietmajärvi à environ 33 kilomètres au nord de Mujejärvi.
La municipalité de Lietmajärvi a une superficie de 3 564 kilomètres carrés. 
Elle est bordée au nord par Kostamus et la municipalité de Borovoi dans le raïon de Kalevala, au nord-est par la municipalité de Sosnavitsa dans le raïon de Belomorsk, au sud-est par Rukajärvi dans le raïon de Mujejärvi, au sud par Mujejärvi et à l'ouest par la Finlande. Le territoire de la municipalité est principalement forestier.

## Démographie
Recensements (*) ou estimations de la population
| 1979  | 1989* | 2009  | 2010  |
| ----- | ----- | ----- | ----- |
| 2 729 | 1 205 | 2 923 | 2 112 |

| 2013  | - | - | - |
| ----- | - | - | - |
| 2 046 | - | - | - |